# Giải bóng đá U-18 Quốc gia 2003
Giải bóng đá U-18 Quốc gia 2003 là mùa giải thứ 6 của Giải bóng đá U-18 Quốc gia do Liên đoàn bóng đá Việt Nam (VFF) tổ chức. Vòng chung kết của giải đấu, gồm 8 đội bóng, được tổ chức tại Đà Nẵng từ ngày 3 tháng 7 đến ngày 13 tháng 7 năm 2003.

## Vòng loại
Vòng loại diễn ra trong tháng 6 năm 2003.

### Các đội vượt qua vòng loại
| Câu lạc bộ       | Tư cách vượt qua vòng loại |
| ---------------- | -------------------------- |
| Đà Nẵng          | Chủ nhà                    |
| Thể Công         | Đương kim vô địch          |
| Nam Định         |                            |
| Sông Lam Nghệ An |                            |
| Khánh Hòa        |                            |
| Gia Lai          |                            |
| Ðồng Tháp        |                            |
| Cà Mau           |                            |

## Địa điểm
Tất cả các trận đấu của vòng chung kết diễn ra tại sân vận động Chi Lăng, thành phố Đà Nẵng.

## Vòng bảng
Tám đội bóng được chia thành hai bảng, thi đấu vòng tròn một lượt để chọn ra hai đội đứng đầu mỗi bảng lọt vào vòng bán kết. 

### Bảng A
| VT | Đội                  | ST | T | H | B | BT | BB | HS  | Đ | Giành quyền tham dự     |
| -- | -------------------- | -- | - | - | - | -- | -- | --- | - | ----------------------- |
| 1  | Đà Nẵng (H, A)       | 2  | 2 | 0 | 0 | 11 | 0  | +11 | 6 | Vòng đấu loại trực tiếp |
| 2  | Sông Lam Nghệ An (A) | 2  | 2 | 0 | 0 | 7  | 0  | +7  | 6 | Vòng đấu loại trực tiếp |
| 3  | Khánh Hòa            | 2  | 0 | 0 | 2 | 0  | 4  | −4  | 0 |                         |
| 4  | Cà Mau               | 2  | 0 | 0 | 2 | 0  | 14 | −14 | 0 |                         |

| Sông Lam Nghệ An | 1–0      | Khánh Hòa |
| ---------------- | -------- | --------- |
| Công Vinh 70'    | Chi tiết |           |

| Đà Nẵng                                                     | 8–0      | Cà Mau |
| ----------------------------------------------------------- | -------- | ------ |
| - Quốc Anh - Thanh Phúc - Vĩnh Phúc - Ngọc Ngà - Phước Vĩnh | Chi tiết |        |

| Sông Lam Nghệ An                                                                       | 6–0      | Cà Mau         |
| -------------------------------------------------------------------------------------- | -------- | -------------- |
| - Trọng Thông 12', 59' - Phú Cường 73' - Công Vinh 77' - Hải Dương 78' - Đình Hưng 83' | Chi tiết | Hoàng Thái ST' |

| Đà Nẵng                                         | 3–0      | Khánh Hòa |
| ----------------------------------------------- | -------- | --------- |
| - Ngọc Ngà 36' - Vĩnh Phúc 71' - Thanh Phúc 90' | Chi tiết |           |

| Cà Mau | – | Khánh Hòa |
| ------ | - | --------- |
|        |   |           |

| Sông Lam Nghệ An | – | Đà Nẵng |
| ---------------- | - | ------- |
|                  |   |         |

### Bảng B
| VT | Đội           | ST | T | H | B | BT | BB | HS | Đ | Giành quyền tham dự     |
| -- | ------------- | -- | - | - | - | -- | -- | -- | - | ----------------------- |
| 1  | Đồng Tháp (A) | 2  | 2 | 0 | 0 | 7  | 1  | +6 | 6 | Vòng đấu loại trực tiếp |
| 2  | Nam Định (A)  | 2  | 1 | 0 | 1 | 3  | 3  | 0  | 3 | Vòng đấu loại trực tiếp |
| 3  | Thể Công      | 2  | 1 | 0 | 1 | 3  | 3  | 0  | 3 |                         |
| 4  | Gia Lai       | 2  | 0 | 0 | 2 | 1  | 7  | −6 | 0 |                         |

| Đồng Tháp                                  | 3–1      | Nam Định      |
| ------------------------------------------ | -------- | ------------- |
| - Minh Hiệp 13', 87' - Quý Sửu 62' (ph.đ.) | Chi tiết | Xuân Hùng 78' |

| Thể Công                                                       | 3–1      | Gia Lai      |
| -------------------------------------------------------------- | -------- | ------------ |
| - Trọng Giáp 1' - Quang Vinh 23' - Đức Mạnh 83' - Duy Linh 74' | Chi tiết | Anh Tuấn 58' |

| Thể Công | 0–2      | Nam Định                |
| -------- | -------- | ----------------------- |
|          | Chi tiết | - Hồng Quân - Ngọc Linh |

| Đồng Tháp                 | 4–0      | Gia Lai |
| ------------------------- | -------- | ------- |
| - Minh Hiệp - Phước Thạnh | Chi tiết |         |

| Thể Công | – | Đồng Tháp |
| -------- | - | --------- |
|          |   |           |

| Gia Lai | – | Nam Định |
| ------- | - | -------- |
|         |   |          |

## Vòng đấu loại trực tiếp

### Bán kết
| Đà Nẵng    | 0–1      | Nam Định      |
| ---------- | -------- | ------------- |
| Văn Thương | Chi tiết | Ngọc Linh 65' |

| Đồng Tháp         | 0–0 (s.h.p.) | Sông Lam Nghệ An |
| ----------------- | ------------ | ---------------- |
|                   | Chi tiết     |                  |
| Loạt sút luân lưu |              |                  |
|                   | 4–2          |                  |

### Tranh hạng ba
| Đà Nẵng      | 1–0      | Sông Lam Nghệ An |
| ------------ | -------- | ---------------- |
| Ngọc Ngà 66' | Chi tiết |                  |

### Chung kết
| Nam Định      | 0–3      | Đồng Tháp                            |
| ------------- | -------- | ------------------------------------ |
| Hồng Quân 80' | Chi tiết | - Phong Hòa 17', 81' - Minh Hiệp 70' |

## Thống kê

### Vô địch
| Vô địch Giải bóng đá U-18 Quốc gia 2003 |
| --------------------------------------- |
| Đồng Tháp Lần thứ 1                     |

### Các giải thưởng
Các giải thưởng dưới đây đã được trao sau khi giải đấu kết thúc:
| Vua phá lưới              | Cầu thủ xuất sắc nhất     |
| ------------------------- | ------------------------- |
| Bùi Minh Hiệp (Đồng Tháp) | Phan Thanh Phúc (Đà Nẵng) |